# Damelang-Freienthal
Damelang-Freienthal ist ein Ortsteil der Gemeinde Planebruch im Landkreis Potsdam-Mittelmark in Brandenburg.

## Geografische Lage
Der Ortsteil erstreckt sich von der Mitte bis in den Süden der Gemarkung der Gemeinde Planebruch und dort unmittelbar entlang der Landstraße 85, die von Nordwesten kommend in südöstlicher Richtung verläuft. Er besteht aus den bewohnten Gemeindeteilen Damelang und Freienthal sowie dem Wohnplatz Hackenhausen. Damelang liegt dabei in etwa in der Mitte der Gemarkung; nordwestlich von befindet sich der weitere Ortsteil Cammer. Freienthal liegt rund 2,2 km weiter südöstlich an der Landstraße 85; weitere 2,8 km der Wohnplatz Hackenhausen. Östlich des Ortsteils erstreckt sich ein großes Waldgebiet, das überwiegend vom Truppenübungsplatz Lehnin eingenommen wird. Im Westen grenzt die weiträumige Niederungslandschaft der Belziger Landschaftswiesen an. Die dort überwiegend landwirtschaftlich genutzten Flächen werden über den Königsgraben Golzow und den Graben-A Freienthal in die Plane entwässert, die östlich von Süden kommend in nördlicher Richtung vorbeifließt.

## Geschichte
Damelang ist ein Rundling, der 1215 erstmals in einer Urkunde in seiner heute noch genutzten Bezeichnung erwähnt wurde. Zu dieser Zeit erhielten die Zisterzienser aus dem Kloster Lehnin von den Einwohnern den Zehnt. Das Dorf (villa) erschien zwei Jahre später erneut als Damelanc in den Akten. Im Landbuch Karls IV. wurde es als Damelang magna, Damelank magna bezeichnet und gehörte vor 1375 bis 1542 zum Kloster Lehnin. Das Dorf war im Jahr 1375 insgesamt 20 Hufen groß und besaß bereits einen Krug. Nach der Reformation kam das Dorf im Jahr 1542 zum Amt Lehnin.
Freienthal entstand deutlich später. Das Straßendorf wurde von 1754 bis 1756 unter Leitung von Friedrich II. auf der wüsten Feldmark von Klein Damelang als Spinnerdorf angelegt.

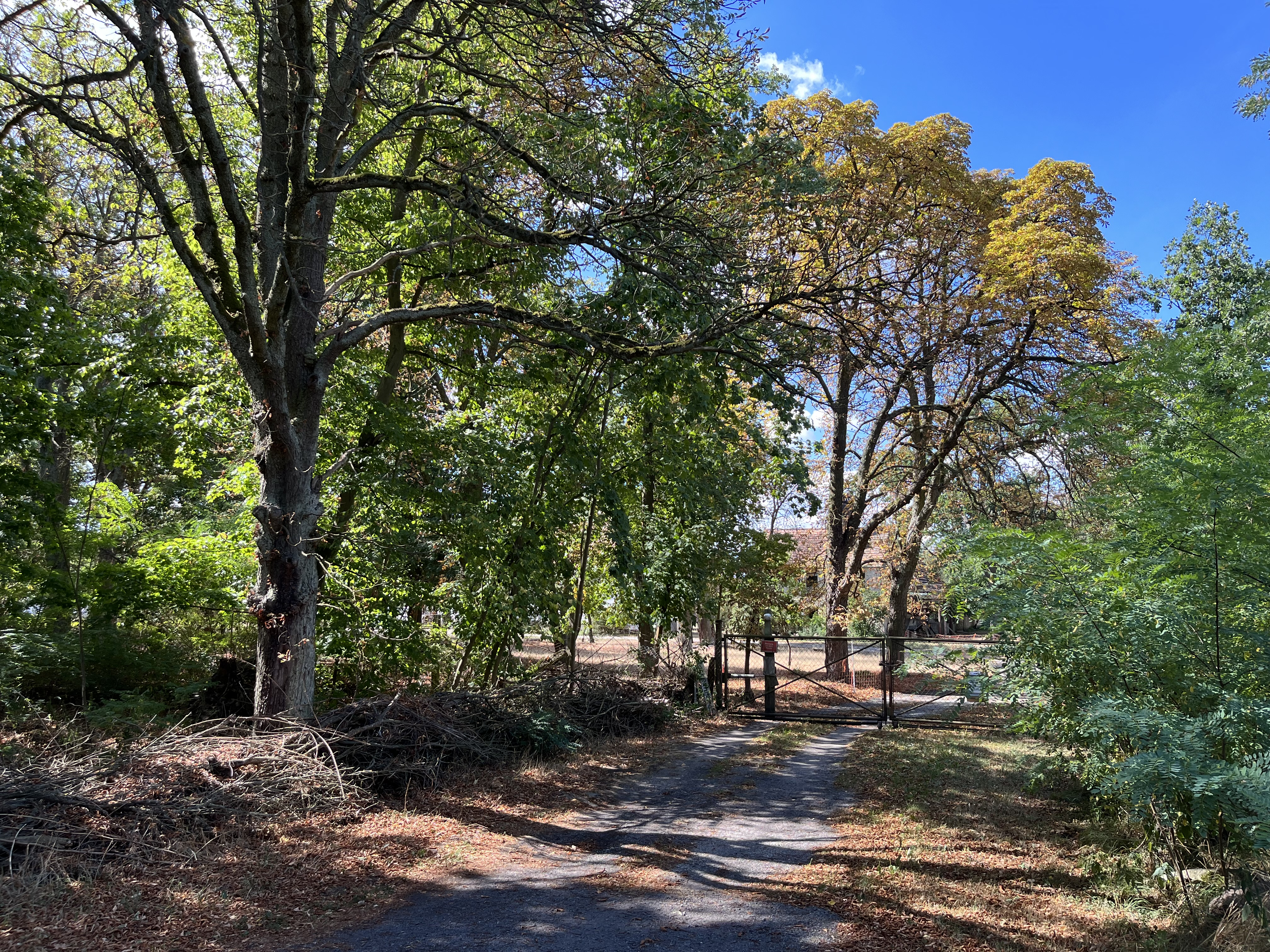
Hackenhausen

Hackenhausen wiederum wurde erstmals als Eulenhaus im Jahr 1681 urkundlich erwähnt und 1699 als Gut bezeichnet. Es entstand teilweise auf der wüsten Feldmark Möllendorf. Bis 1745 war eine Meierei mit einem Teerofen entstanden, die 1752/1753 als Rittergut oder Meierei bezeichnet wurde.
Alle drei Siedlungen entwickelten sich eigenständig. Hackenhausen wurde 1928 mit der Gemeinde Freienthal vereinigt und war dort ab 1957 ein Wohnplatz. Am 1. Februar 1974 schlossen sich Damelang und die Nachbargemeinde Freienthal zur Gemeinde Damelang-Freienthal zusammen. In dieser Zeit gab es in Freienthal eine LPG, eine Sozialistische Gemeinschaftseinrichtung Nescholz-Lüsse sowie die Jungviehaufzucht Freienthal, in Hackenhausen eine Revierförsterei und in Dametal eine LPG Typ III (1973). Am 31. Januar 2002 fusionierten die Gemeinden mit Cammer zur neuen Gemeinde Planebruch.

## Kultur und Sehenswürdigkeiten

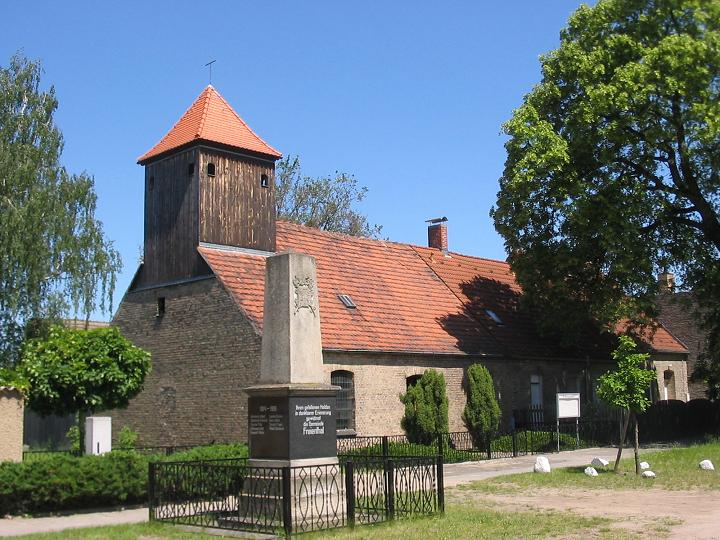
Kirchen- und Schulhaus Freienthal

- Die Dorfkirche Damelang ist eine neoromanische Saalkirche aus dem Jahr 1882 mit Apsis und quadratischem Westturm.
- Das Kirchen- und Schulhaus Freienthal von 1784 steht unter Denkmalschutz. Davor steht eine Friedrich-Eiche, gepflanzt am 15. August 2004 zur 250-Jahr-Feier des Ortes
- Belziger Landschaftswiesen